# Mi vagyunk a többség! – Tüntetés a demokráciáért
A Mi vagyunk a többség! – Tüntetés a demokráciáért budapesti kormányellenes tüntetést 2018. április 14-én tartották.

## A tüntetés meghirdetése
A megmozdulást egy magánszemély, Lányi Örs kezdeményezte, aki nem akart belenyugodni, hogy 2018-as  országgyűlési választáson a Fidesz-KDNP pártszövetség nyert. A párt a listás szavazatok 49,3%-ának megszerzésével és az egyéni választókerületek 85,8%-ának megnyerésével harmadszor is kétharmados többséghez jutott az Országgyűlésben. Egyéni megmozdulásként létrehozott egy, a demonstrációra felhívó eseményt a Facebookon.
Az említett lapon több tízezren jelezték részvételüket, többen, mint az egy évvel korábbi, a CEU melletti nagy tüntetésre.

## A demonstráció lefolyása
A tüntetők 17.30-kor indultak az Operaház elől a Kossuth térre, melyet teljesen megtöltöttek. A tüntetők száma több tízezerre volt tehető. 
Több szimpátiatüntetést is hirdettek a közösségi oldalon vidéki városokban, és az országon kívül: Párizsban, Londonban és Máltán is akadtak támogatói a megmozdulásnak.

## A demonstráció követelései
- A választások szavazatainak újraszámlálását
- Gyűlöletkampány helyett szabad sajtót, pártatlan közmédiát
- Tisztességes választást, új választási törvényt
- Az ellenzék ne magával harcoljon, hanem álljon ki a többségért.[4]

## A magyarországi pártok véleménye az eseményről
Jobbik: Továbbra is kész a korrupt Fidesz elleni küzdelemre az ország érdekében. Ezért úgy döntöttek, hogy csatlakoznak a szombati tüntetéshez, és minden támogatójukat arra kérték, hogy legyen ott.
MSZP: Ott lesz az Operánál mindazokkal, akiknek fontos a demokrácia és a választás tisztasága.
DK: „Milyen ország az, ahol még a választási eredményről is kiderülhet, hogy elcsalták? Nem Magyarország, a mi hazánkban ilyet senki nem tehet meg következmények nélkül! Itt az ideje a nemzeti ellenállásnak!”
Momentum: A Momentum csatlakozott a tüntetéshez mert mint írták: „Nem adhatjuk fel."
Fidesz: Kétharmados győzelem született a vasárnapi országgyűlési választáson, és ezt mindenkinek illene elfogadnia – mondta a Fidesz kommunikációs igazgatója. Hidvéghi Balázs közölte, ez azt mutatja, hogy a tüntetők lenézik az embereket, mert a kristálytiszta eredményt mindenkinek el kellene fogadnia.

## Kamerák telepítése a tüntetés miatt
Csütörtök délután a rendőrség bekamerázta az Alkotmány utcát egészen a Honvéd utcáig.